# Елизавета Шлезвиг-Гольштейн-Зондербургская
Елизавета Шлезвиг-Гольштейн-Зондербургская (нем. Elisabeth von Schleswig-Holstein-Sonderburg; 24 сентября 1580 — 21 декабря 1653, Рюгенвальде в Задней Померании) — последняя герцогиня Померанская.

## Биография
Елизавета — дочь герцога Иоганна Шлезвиг-Гольтшейн-Зондербургского и его первой супруги Елизаветы Брауншвейг-Грубенгагенской (1550—1586), дочери герцога Эрнста III Брауншвейг-Грубенгагенского. Она приходилась сестрой Софии Шлезвиг-Гольштейн-Зондербургской, супруге герцога Филиппа II Померанского и Анне Шлезвиг-Гольштейн-Зондербургской, второй супруге герцога Богуслава XIII.
В 1615 году принцесса Елизавета вышла замуж за герцога Богуслава XIV Померанского и проживала с мужем в Рюгенвальде и Штеттине. В браке детей не было. После смерти герцога Богуслава в 1637 году вдове Елизавете предоставили для проживания герцогский дворец в Рюгенвальде. Считается, что вдовствующая герцогиня Елизавета выделила средства на создание легендарного Рюгенвальдского серебряного алтаря, который до конца Второй мировой войны хранился в церкви Святой Марии в Рюгенвальде. Апанаж на содержание герцогини выплачивал город Рюгенвальде, из-за чего возникали многочисленные конфликты. Герцогиня Елизавета была похоронена в дворцовой церкви в Рюгенвальде, позднее перезахоронена в крипте короля Эрика Померанского в церкви Святой Марии в Рюгенвальде.